# CV-30 (Spanje)

De CV-30

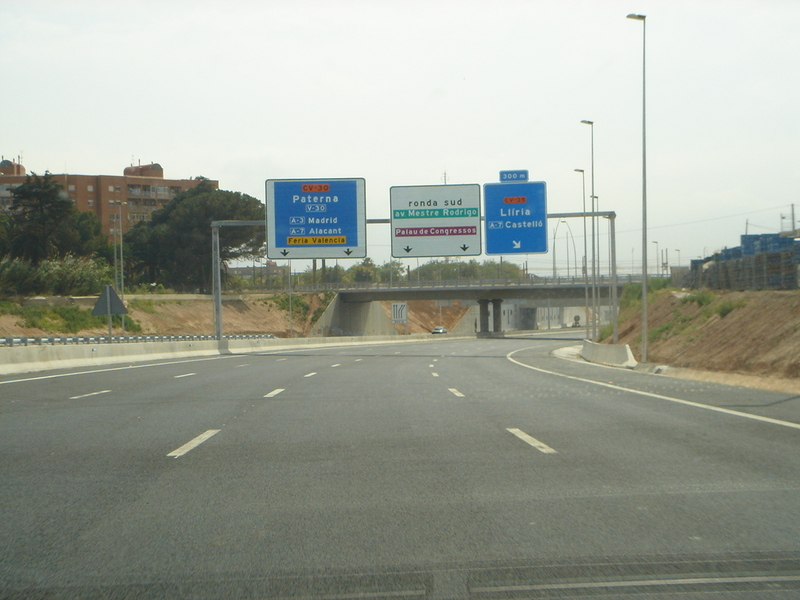
De CV-30

De CV-30 of Ronda Norte de Valencia (Valenciaans: Ronda Nord de València) is een autovía in Valencia. De drie kilometer lange snelweg sluit aan op de V-30 en de CV-35 en vormt de noordelijke ringweg van Valencia.